# Französischer Hip-Hop
Französische Hip-Hop-Bewegung bezeichnet eine 1981/1982 aus den USA importierte, sich in den neu zugelassenen privaten radios libres verbreitete Musikrichtung. Die erste französische Hip-Hop-Platte war 1984 Paname City Rappin von Dee Nasty. Ins öffentliche Fernsehen gelangte der Stil 1984/85 mit 42 Sendungen auf TF1. Der französische Markt für Rap ist derzeit am Umsatz gemessen der zweitgrößte der Welt.

## Geschichte
In den 1980er Jahren bildeten sich die ersten Gruppen. Diese waren jedoch stark an US-Vorbildern orientiert. Hip-Hop und Rap wurden als Modewelle wahrgenommen und verebbten schnell.
Erst seit den frühen 1990ern gibt es wieder eine eigene Szene, die sich stärker von den USA absetzt und in Frankreich hauptsächlich in den Banlieues verwurzelt ist.
1990 erschien der erste Rap-Sampler Rapattitude in einer größeren Auflage und wurde insgesamt 40.000 mal verkauft. MC Solaar und IAM waren die ersten erfolgreichen Rapper.
MC Solaar war ebenfalls der erste Rapper, der 1992 den nationalen Musikpreis Victoire de la musique erhielt. Die Szene orientiert sich heute an künstlerischen Polen wie Suprême NTM im Pariser Norden oder 500 One im Pariser Süden. Wichtige Zentren der Szene sind Paris (Suprême NTM, La Cliqua), Marseille (IAM), Toulouse (KDD), Strasbourg (NAP) oder die Bretagne (Manau).
Die Szene und auch die meisten Gruppen sind im Gegensatz zu den meisten US-amerikanischen Vorbildern absichtlich multikulturell und nicht ethnisch festgelegt. Sie selbst beschreiben sich oft als Black-Blanc-Beur-Gruppen. Dennoch sind heutzutage die größten französischen Rap-Künstler meist People of Color mit Migrationshintergrund aus Nord- und Westafrika sowie den DOM-TOM-Gebieten; aber auch einige ‚Weiße‘ französischer oder anderer Abstammung gelangten zu Bekanntheit, wie Rocking Squat von der Gruppe Assassin oder die Rapperin Diam’s. Sie orientieren sich am sogenannten Message oder Knowledge Rap, der sich an der Ostküste der USA parallel zum Gangsta-Rap der Westküste entwickelte.
Thematisch wurde in den französischen Rapsongs zunächst der Lebensalltag in der Banlieue beschrieben: Arbeitslosigkeit, Gewalt, Zurückweisung und Chancenlosigkeit, Rassismus, Drogenhandel und Beschaffungskriminalität sowie Kritik an der Polizei waren die Hauptthemen.
Bald wurde aber auch die französische Geschichte, vor allem die Kolonialgeschichte sowie die Ausbeutung der Väter im wirtschaftlichen Aufschwung nach dem Zweiten Weltkrieg thematisiert. Auch die heutige Gültigkeit der republikanischen Werte der Gleichheit, Freiheit und Brüderlichkeit wurden diskutiert, wobei die Gleichheit für Immigranten und Franzosen mit Migrationshintergrund eingemahnt wurde.
Diese Auseinandersetzung trug zur Identitätsfindung bei. Rapper/-innen haben in Frankreich meist einen gemeinsamen Erfahrungshorizont, sie werden von der Gesellschaft ausgeschlossen und haben kaum Lebensperspektiven. Rap bietet ihnen daher einem symbolischen, aber durchaus auch materiellen Entfaltungsraum.
Diese Bedeutung des Rap für das eigene Leben wird in den Songs immer wieder thematisiert, z. B. in „Petite Banlieusarde“ (auf: Dans ma Bulle, 2006) von Diam’s:

« je fais du rap pour me libérer du mal, /…/ Le rap m’a percée au plus profond de moi tu le ressens, / Moi je n’ai que ça, j’ai pas le bac /…/ Mon rap, c’est ma raison de vivre, c’est ma raison de dire au monde / Que quand on veut on y arrive, malgré les zones d’ombre / Et je suis contente si un jeune s’en sort »

„ich rappe, um mich vom Übel zu befreien /…/. Rap traf mich am tiefsten Punkt meiner selbst, Du kannst das nachfühlen. Ich habe nur ihn, kein Abitur /…/ Mein Rap gibt mir den Lebensgrund und den Grund der Welt zu sagen / wer will, schafft es auch, trotz all der Schatten / und ich bin erfreut, wenn jemand Junges sich befreit.“

Das Erzählen der eigenen Lebensgeschichte oder des Umerzählens von Geschichte (History Retelling) eröffnet daher nicht nur einen fiktionalen, sondern auch einen tatsächlichen Handlungsspielraum. Das erklärt den Erfolg des Rap als eine Technik der Selbst(er)findung, die nicht nur, aber vor allem von marginalisierten oder sozial benachteiligten Bevölkerungsgruppen aufgegriffen und entfaltet wird.
Waren in den Anfangszeiten die Songtexte noch harmlos und eher klagender Art, so werden sie heute zunehmend selbstbewusster, anklagender, aber auch aggressiver, schimpfwortträchtiger und fordern teils sogar zur Gewalt gegen das "Etablissement" auf. Der ehemalige französische Innenminister und spätere Präsident Nicolas Sarkozy machte Songtexte dieser Art für die Unruhen in den Pariser Vororten im Jahr 2005 mitverantwortlich.
Einige Rapper wurden von rechten konservativen Politikern angeklagt, allerdings für Songs, die bereits mehrere Jahre zurücklagen. Die Verfahren wurden eingestellt. Auch eine Textzensur für französische Rap-Songs wurde per Gesetz geplant. Auch dieses Vorhaben wurde wieder aufgegeben.
Die in Frankreich enge Verknüpfung der Meinungsfreiheit mit dem Chanson hatte bereits 1996 zu öffentlichen Protesten geführt, als Joey Starr von der Gruppe NTM wegen eines Rapsongs verurteilt worden war. Anklage hatte damals ebenfalls ein Politiker der konservativ-rechten Partei erhoben.
2005 verebbte der Versuch einen Sündenbock für die Unruhen zu finden mangels Beweisen und aufgrund der ohnehin angespannten Atmosphäre in den Banlieues.
Auch wenn sich einige französische Rapper vom US-amerikanischen Gangsta-Rap inspirieren lassen, dem sogenannten Hardcore-Rap, in dem es hauptsächlich um Kriminalität und Gewalt geht sowie um die täglichen Erlebnisse und das Repräsentieren in den Vierteln der Banlieues, gibt es in Frankreich nach wie vor Gruppen, die den engagierten Message Rap weiterführen. Sie zeichnen sich durch einen ausgeprägt metaphorischen Sprachgebrauch aus, der immer wieder zu Missverständnissen führt oder von Politik und der medialen Öffentlichkeit genutzt wird, um ein negatives Bild des Raps zu vermitteln. Quantitative Sprachanalysen haben ergeben, dass zahlreiche Metaphern im Sinne von kognitiven Konzepten verwendet werden.
Es geht dabei also keineswegs nur um rhetorische Ausgestaltung, sondern um eine Übertragung von Erfahrungen. Auf diese Weise können negative Erlebnisse verarbeitet werden, wie Joey Starr erklärt:

« Notre subversion vient de ce qu’on a subi. C‘est ce qui nous a appris à nous servir d’un stylo comme d’un couteau »

„Unsere Subversion erklärt sich aus dem, was wir erlebt haben. Es hat uns gelehrt den Stift wie ein Messer zu handhaben.“

So wird das Wortfeld zum Thema Gewalt differenziert verwendet: Es handelt sich einesteils um Wörter, die die Erfahrung von Gewalt zum Ausdruck bringen; andernteils um solche der aktiven Gewaltausübung. Letztere werden mit einem weiteren Wortfeld kombiniert, dem des verbalen Ausdrucks, des Schreibens und Dichtens. Im Sinne der durch Afrika Bambaataa formulierten Philosophie des Hip-Hops, negative Energien kreativ in positive Energien zu verwandeln, machen die Rapper durch diese Verknüpfung ihre Worte zu (physisch) gewaltlosen Waffen und verschaffen sich Geltung während sie dabei Aggressionen gewaltlos abbauen. Das wird an zahlreichen ebenso poetischen wie originellen Formulierungen deutlich: „assaut lyrical“ (Faf LaRage: C’est ma cause, 1999), „boxe avec les mots“ (Ärsenik, Quelque gouttes suffisent) oder „un microphone killeuze“ (Black Barbie, „La reine du 93“, auf: Black Barbie Style 2008) u. a. m.
Was in vielen Berichterstattungen und Studien in den Hintergrund tritt, ist die aktive Szene der in Frankreich rappenden Frauen. Sie waren, wenn auch in geringerer Zahl, von Anfang an dabei und „sie reagieren auf die Konstruktion des Raps als eine männliche Domäne“. So kam bereits 1995 die Rap-Compilation Lab’ Elles auf den Markt und 1999 brachten Lady Laistee, Diam’s, Bams und Princess Aniès ihre ersten Alben heraus.
Rapper und Crews wie z. B. Booba, Rohff, Mc Solaar, IAM (wo sich z. B. alleine das Album L’École du micro d’argent über 1,5 Mio. Mal verkauft hat), Supreme NTM, Sinik und 113 verkauften jeweils schon Millionen von Alben, weshalb viele Künstler auch weit außerhalb der französischen Grenze (wie z. B. in Kanada, Belgien, Schweiz und weiteren französischsprachigen Ländern) den Durchbruch schafften und öfters mit bekannten amerikanischen Rappern und Produzenten wie Dr. Dre, Game, Wu-Tang Clan, Mobb Deep, Nas u. v. m. zusammenarbeiten.

## Bekannte Rapper
- Hocus Pocus
- Joey Starr und Kool Shen (Suprême NTM)
- Mc Solaar
- Akhenaton, Freeman und Shurik’n (IAM)
- Fonky Family
- Scred Connexion
- Mac Tyer und Mac Kregor (Tandem)
- Sefyu
- Kaaris
- Booba (Lunatic)
- Oxmo Puccino
- Kery James, Rohff und Rim'K (113) gemeinsam mit anderen als Kollektiv Mafia K’1 Fry
- Kamelancien
- Sinik
- Diam’s
- Disiz la Peste
- Saïan Supa Crew
- Soprano (Psy 4 de la rime)
- Black M
- Sniper
- Doc Gynéco und Passi (Ministere AMER)
- La Fouine
- Manau
- Faf Larage
- Kenza Farah
- Keny Arkana
- Nessbeal
- Youssoupha
- Sexion d’Assaut
- IAM
- MHD
- Jul